# Store Dyrehave
Den Store Dyrehave (danska: "Stora djurgården") är en dansk skog med inslag av parkmiljö, liksom den något mindre Jægersborg Dyrehave (Dyrehaven). Den store Dyrehave ligger vid den nordsjällandska staden Hillerød, och var tidigare kunglig jaktmark för det välkända Frederiksborgs slott inne i Hilleröd. Slottet byggdes av Kristian IV under det tidiga 1600-talet och det nästan kvadratformade naturområdet planterades 1628 . Även om lövskog varit dominerande har inslaget av gran tidigare varit påtagligt. Danska naturstyrelsen, som numera äger området, har på senare år valt att sluta ersätta stormfälld gran med nya granar och påsikt skall området i princip bli en skog av blandade lövträd .